# Проклятие 3
«Прокля́тие 3» (англ. The Grudge 3) — американский сверхъестественный фильм ужасов 2009 года, снятый Тоби Уилкинсом по сценарию Брэда Кина. Этот фильм является продолжением фильма «Проклятие 2» (2006) и третьей частью американской серии фильмов «Проклятие» . В фильме снимались Джоанна Брэдди, Гил МакКинни, Эми Икехата, Джейди Роуз Робсон, Бо Мирчофф и Шони Смит, а в особом появлении Мэттью Найт. В отличие от всех своих предшественников, которые использовали нелинейные последовательности событий для своих сюжетов и подсюжетов, третий фильм от этого отказывается.
Картина была выпущена прямо на видео 12 мая 2009 года компанией Sony Pictures Home Entertainment, а также имел ограниченные показы в кинотеатрах. За фильмом последовало «Проклятие» (2020).

## Сюжет
После гибели семьи Джейка, он оказывается в психиатрической лечебнице, под лечением психолога доктора Салливана. Однако Каяко настигает Джейка даже там, и жестоко убивает, переломав ему изнутри все кости. В Японии Наоко (сестра Каяко) отправляется в Чикаго, где снимает квартиру в доме, где погибла семья Джейка. В другой квартире дома живёт Лиза со своим старшим братом Максом и младшей сестрой Роуз, которая стала жертвой преследования Тосио (сына Каяко). Вскоре в доме по ночам стали происходить убийства, одной из жертв становится одна из соседок: юную девушку топят в ванне, на следующую ночь погибает Гретхен, которая присматривала за Роуз.
Доктор Салливан пытается разгадать причину смерти Джейка, она направляется в его дом, где она встречает Лизу, которая узнает о смерти Джейка и историю про странного мальчика (Тосио). Лиза говорит, что её сестра тоже встречала мальчика, но их разговор прерывает Энди (парень Лизы) с которым она убегает на другой этаж. Оставшись одна на лестнице, Лиза сталкивается с Тосио, на следующий день она встречает доктора Салливана, которая рассказывает ей о смерти семьи Саеки и семьи Джека. Ночью Роуз видит Тосио и кричит от ужаса, из-за чего Лиза разрешает ей спать в её комнате, в это время доктор Салливан погибает от руки Каяко.
Лиза встречается с Наоко и та рассказывает ей, откуда произошло проклятие. Она предлагает помощь, сказав, что для ритуала ей нужна Лиза и Роза. Также погибает парень Лизы. А Лиза видит Каяко и пытается уговорить Макса уехать, но он её не слушает и выгоняет из квартиры. Лиза приходит к Наоко и та ей говорит, что, скорее всего, Макс — уже не Макс, что им овладело проклятие. Лиза забирает Розу от Макса и они проводят ритуал. Наоко предлагает Розе выпить кровь Каяко, но Лиза возражает и собирается уйти. Выйти им не дает Макс, который начинает охотиться на Наоко. Он ломает Наоко ногу и убивает её ножовкой. В это время на Лизу и Розу нападает призрак Каяко и они прячутся в ванной, где находят труп парня Лизы. Роза осталась за порогом ванной. Лиза обнимает парня и он превращается в Каяко, пытаясь убить Лизу. Роза бежит в комнату и выпивает кровь Каяко. Призрак Каяко исчезает. Лиза бежит к Розе, у которой случился приступ. Они выходят к Максу, который стал нормальным. Рядом лежит труп Наоко. Девушки бегут, чтобы дать Розе кислородную маску. В это время Макс видит, что из-за угла к нему, спотыкаясь, идет призрак Наоко, который убивает его. Рождается новое проклятие. Услышав крик Макса, Лиза бежит посмотреть, что с ним.
В последних сценах Лиза и Роза стоят вместе. Вокруг полиция. Лиза обнимает Розу и говорит ей, что пока они вместе, все будет хорошо. Камера показывает спину Лизы, где видно лицо Каяко.

## В ролях
| Актёр          | Роль                 |
| -------------- | -------------------- |
| Джоанна Брэдди | Лиза                 |
| Шони Смит      | Доктор Салливан      |
| Айко Хориути   | Каяко Саэки          |
| Симба Цутия    | Тосио Саэки          |
| Джил Маккинни  | Макс                 |
| Эми Икэхата    | Наоко (сестра Каяко) |
| Джуди Хобсон   | Роуз                 |
| Бо Мирчофф     | Энди                 |
| Марина Сиртис  | Гретхен              |
| Мэттью Найт    | Джейк Кимбл          |
| Майкл МакКой   | мистер Праски        |
| Такацуна Мукаи | Дайсуке (муж Наоко)  |

## Релиз

### Выход в кинотеатрах
«Проклятие 3» было показано в ограниченном прокате на международном уровне и собрало в общей сложности 1,9 миллиона долларов. 

### Домашние СМИ
Выпуск DVD первоначально был запланирован на 24 марта 2009 года, но был отложен до 12 мая 2009 года. В DVD-версии имеются две короткометражки: «Токьягоария» документирует, как болгарское место было сделано так, чтобы оно выглядело как Токио и Чикаго, и « Проклятие продолжается» показывает, как фильм связан с двумя предыдущими. Также включены три удаленные сцены. 
Blu-ray для Соединенного Королевства был выпущен 1 июня 2009 года. Фильм собрал почти 5 миллионов долларов от продаж видеоносителей, тем самым кино, в целом, собрало 6,8 миллионов долларов.

## Восприятие
Лента получила в целом негативный приём критиков. Bloody Disgusting дал фильму два с половиной черепа, посчитав его тусклым и заявив: «Смотреть третью часть - это все равно, что есть обычный сорт любимых хлопьев постоянно». Comingsoon.net счел фильм «скучным» и пожаловался, что даже финал не дает ответов. Cinefantastique Online раскритиковал фильм, назвав его «настолько удручающе бездуховным делом, что кажется, что он специально создан для того, чтобы разочаровывающий второй фильм выглядел по сравнению с ним лучше».

## Продолжение
Новую часть, названную просто «Проклятие», поставил Николас Пеше. Первоначально анонсированный как перезагрузка, фильм представляет собой спин-офф, действие которого происходит во время и после событий первых трех фильмов «Проклятие». Андреа Райзборо играет в фильме роль молодой матери и детектива по имени Малдун. 
Фильм вышел 3 января 2020 года, в нем персонажи Каяко и Тосио сыграли эпизодические роли.